# جوینر لوکاس
گری موریس لوکاس جونیور (به انگلیسی: Gary Maurice Lucas Jr.) که با نام جوینر لوکاس (به انگلیسی: Joyner Lucas) شناخته می‌شود، (متولد ۱۷ اوت ۱۹۸۸) خواننده رپ، ترانه‌سرا، تهیه‌کننده موسیقی، ترانه‌نویس و بازیگر اهل ایالات متحده آمریکا است.
لوکاس پس از انتشار تک آهنگ "Ross Capicchioni" در سال ۲۰۱۵ مورد مواجهه گسترده و تحسین منتقدان قرار گرفت. در ژوئن ۲۰۱۷، وی چهارمین میکس تیپ خود را با نام ۵۰۸-۵۰۷-۲۲۰۹ منتشر کرد که اولین بار بود که در یک برچسب بزرگ عرضه شد. در ۲۸ نوامبر ۲۰۱۷، لوکاس تک آهنگ خود را  «من نژادپرست نیستم» را منتشر کرد که به سرعت مورد توجه قرار گرفت.

## اوایل زندگی
گری موریس لوکاس، جونیور، در ۱۷ اوت سال ۱۹۸۸، در ووستر، ماساچوست از پدری سیاه‌پوست و مادری سفیدپوست به دنیا آمد. او در سن ۱۰ سالگی شروع به خواندن رپ کرد و در دبیرستان South Community Community در ووستر تحصیل کرد.